# Trematocara variabile
Trematocara variabile är en fiskart som beskrevs av Max Poll 1952. Trematocara variabile ingår i släktet Trematocara och familjen Cichlidae. IUCN kategoriserar arten globalt som livskraftig. Inga underarter finns listade i Catalogue of Life.